# Verband der Archivarinnen und Archivare in Niedersachsen und Bremen
Der Verband der Archivarinnen und Archivare in Niedersachsen und Bremen e.V. (VANB) ist der Interessenverband des niedersächsischen und bremischen Archivwesens. Er wurde 1963 als Arbeitsgemeinschaft der niedersächsischen Kommunalarchivare (ANKA) gegründet und trug von 2015 bis 2024 die Bezeichnung Verband niedersächsischer Archivarinnen und Archivare e.V. (VNA).
Der Verein ist in das Vereinsregister eingetragen und vom Finanzamt als gemeinnützig anerkannt. Vorsitzende ist seit 2022 Julia Kahleyß, Leiterin des Stadtarchivs Bremerhaven. Der VANB gibt seit 1988 gemeinsam mit dem Niedersächsischen Landesarchiv die Fachzeitschrift Archiv-Nachrichten Niedersachsen heraus und organisiert seit 2014 den Niedersächsisch-Bremischen Archivtag.

## Geschichte
Die Organisation wurde 1963 vom damaligen Direktor des Stadtarchivs und der Stadtbibliothek Braunschweig, Richard Moderhack als Arbeitsgemeinschaft der niedersächsischen Kommunalarchivare (ANKA), gegründet. Am 4. und 5. April 1963 fand in Hannover die erste Arbeitstagung statt. Seit 1991 ist der Verein in das Vereinsregister Hildesheim eingetragen. Im Jahr 2015 wurde er in Verband niedersächsischer Archivarinnen und Archivare (VNA) umbenannt und auch für Archivare aus anderen Archiven als Kommunalarchiven geöffnet. Da der Verein auch Mitglieder in Bremen und Bremerhaven offen ist, wurde der Name am 16. April 2024 in Verband der Archivarinnen und Archivare in Niedersachsen und Bremen e.V. geändert und die neue Abkürzung VANB angenommen.

## Vorsitzende
(Quelle: )
- 1963 bis 1969: Richard Moderhack
- 1969 bis 1975: Herbert Mundhenke
- 1975 bis 1990: Ottokar Israel
- 1980 bis 1991: Heinz-Günther Borck
- 1992 bis 2001: Jürgen Bohmbach
- 2001 bis 2007: Ernst Böhme
- 2007 bis 2010: Karljosef Kreter
- 2010 bis 2016: Henning Steinführer
- 2016 bis 2022: Cornelia Regin
- seit 2022: Julia Kahleyß

## Veranstaltungen
(Quelle: )

### ANKA-Tagungen (seit 2000)
- 2001: Stade
- 2002: Hameln
- 2004: Diepholz
- 2005: Lingen
- 2006: Wolfsburg
- 2007: Norderney
- 2008: Holzminden
- 2009: Wilhelmshaven
- 2010: Osterholz-Scharmbeck
- 2011: Braunschweig
- 2012: Langenhagen
- 2013: Lüneburg

### Archivtage
- 1. Niedersächsischer Archivtag in Hildesheim (28./29. April 2014)
- 2. Niedersächsischer Archivtag in Oldenburg (18./19. April 2016)
- 3. Niedersächsischer Archivtag in Holzminden (24./25. April 2017)
- 4. Niedersächsischer Archivtag in Göttingen (29./30. April 2019)
- 5. Niedersächsischer Archivtag in Delmenhorst (25./26. April 2022)
- 6. Niedersächsisch-Bremischer Archivtag in Hildesheim (24./25. April 2023)
- 7. Niedersächsisch-Bremischer Archivtag in Goslar (15./16. April 2024)

Der Niedersächsisch-Bremische Archivtag wird nicht in Jahren veranstaltet, in denen der Norddeutsche Archivtag stattfindet.

## Publikationen
Der VANB gibt seit 1988 gemeinsam mit dem Niedersächsischen Landesarchiv die Fachzeitschrift Archiv-Nachrichten Niedersachsen (A-NN) heraus. Die Publikation erscheint in der Regel jährlich. Die Redaktion besteht aus Thomas Brakmann, Leiter des Landesarchivs in Osnabrück, und Lars Nebelung, Leiter des Archivs der Universität Hannover.